# Campeonato Europeo de Balonmano Femenino de 2018
El XIII Campeonato Europeo de Balonmano Femenino se celebró en Francia entre el 29 de noviembre y el 16 de diciembre de 2018 bajo la organización de la Federación Europea de Balonmano (EHF) y la Federación Francesa de Balonmano.
Un total de dieciséis selecciones nacionales compitieron por el título europeo, cuyo anterior portador era el equipo de Noruega, vencedor del Europeo de 2016.
El equipo de Francia conquistó su primer título europeo al derrotar en la final a la selección de Rusia con un marcador de 21-24. En el partido por el tercer lugar el conjunto de los Países Bajos venció al de Rumanía.

## Sedes
| Foto | Grupo      | Ciudad      | Instalación                     |
| ---- | ---------- | ----------- | ------------------------------- |
|      | A y I      | Nantes      | Hall XXL                        |
|      | B y II     | Nancy       | Palacio de Deportes Jean Weille |
|      | C          | Montbéliard | L'Axone                         |
|      | D          | Brest       | Brest Arena                     |
|      | Fase final | París       | AccorHotels Arena               |

## Árbitros
El 10 de octubre de 2018 fueron anunciadas las 12 parejas arbitrales para este campeonato.
| País      | Árbitros                                   |
| --------- | ------------------------------------------ |
| Austria   | Ana Vranes Marlis Wenninger                |
| Croacia   | Dalibor Jurinović Marko Mrvica             |
| Dinamarca | Karina Christiansen Line Hesseldahl Hansen |
| España    | Andreu Marín Ignacio García                |
| Francia   | Charlotte Bonaventura Julie Bonaventura    |
| Grecia    | Mijalis Tzaferopulos Andreas Bethmann      |

| País     | Árbitros                              |
| -------- | ------------------------------------- |
| Hungría  | Péter Horváth Balázs Márton           |
| Moldavia | Igor Covalciuc Alexei Covalciuc       |
| Rumania  | Cristina Năstase Simona Stancu        |
| Rusia    | Viktoriya Alpaidze Tatiana Beriozkina |
| Serbia   | Aleksandar Pandžić Ivan Mošorinski    |
| Suecia   | Maria Bennani Safia Bennani           |

## Grupos
| Grupo A   | Grupo B    | Grupo C      | Grupo D         |
| --------- | ---------- | ------------ | --------------- |
| Dinamarca | Francia    | Hungría      | Noruega         |
| Serbia    | Montenegro | España       | Rumania         |
| Suecia    | Rusia      | Países Bajos | Alemania        |
| Polonia   | Eslovenia  | Croacia      | República Checa |

## Primera fase
- Todos los partidos en la hora local de Francia (UTC+1).

Los primeros tres de cada grupo pasan a la segunda fase.

### Grupo A
| Equipo    | J | G | E | P | GF | GC | DG  | PTS |
| --------- | - | - | - | - | -- | -- | --- | --- |
| Serbia    | 3 | 2 | 0 | 1 | 84 | 73 | +11 | 4   |
| Suecia    | 3 | 2 | 0 | 1 | 74 | 73 | +1  | 4   |
| Dinamarca | 3 | 2 | 0 | 1 | 83 | 80 | +3  | 4   |
| Polonia   | 3 | 0 | 0 | 3 | 69 | 84 | -15 | 0   |

- Resultados

| Fecha | Hora  | Partido¹  | Partido¹ | Partido¹  | Resultado |
| ----- | ----- | --------- | -------- | --------- | --------- |
| 30.11 | 18:00 | Serbia    | -        | Polonia   | 33-26     |
| 30.11 | 21:00 | Dinamarca | -        | Suecia    | 30-29     |
| 02.12 | 15:00 | Polonia   | -        | Dinamarca | 21-28     |
| 02.12 | 18:00 | Suecia    | -        | Serbia    | 22-21     |
| 04.12 | 18:00 | Suecia    | -        | Polonia   | 23-22     |
| 04.12 | 21:00 | Dinamarca | -        | Serbia    | 25-30     |

- (¹) – Todos en Nantes.

### Grupo B
| Equipo     | J | G | E | P | GF | GC | DG  | PTS |
| ---------- | - | - | - | - | -- | -- | --- | --- |
| Rusia      | 3 | 2 | 0 | 1 | 77 | 75 | +2  | 4   |
| Francia    | 3 | 2 | 0 | 1 | 78 | 67 | +11 | 4   |
| Montenegro | 3 | 1 | 0 | 2 | 79 | 81 | -2  | 2   |
| Eslovenia  | 3 | 1 | 0 | 2 | 82 | 93 | -11 | 2   |

- Resultados

| Fecha | Hora  | Partido¹   | Partido¹ | Partido¹   | Resultado |
| ----- | ----- | ---------- | -------- | ---------- | --------- |
| 29.11 | 21:00 | Francia    | -        | Rusia      | 23-26     |
| 30.11 | 21:00 | Montenegro | -        | Eslovenia  | 36-32     |
| 02.12 | 15:00 | Eslovenia  | -        | Francia    | 21-30     |
| 02.12 | 18:00 | Rusia      | -        | Montenegro | 24-23     |
| 04.12 | 18:00 | Rusia      | -        | Eslovenia  | 27-29     |
| 04.12 | 21:00 | Francia    | -        | Montenegro | 25-20     |

- (¹) – Todos en Nancy.

### Grupo C
| Equipo       | J | G | E | P | GF | GC | DG  | PTS |
| ------------ | - | - | - | - | -- | -- | --- | --- |
| Países Bajos | 3 | 3 | 0 | 0 | 90 | 75 | +15 | 6   |
| Hungría      | 3 | 2 | 0 | 1 | 81 | 72 | +9  | 4   |
| España       | 3 | 1 | 0 | 2 | 78 | 78 | 0   | 2   |
| Croacia      | 3 | 0 | 0 | 3 | 59 | 83 | -24 | 0   |

- Resultados

| Fecha | Hora  | Partido¹     | Partido¹ | Partido¹     | Resultado |
| ----- | ----- | ------------ | -------- | ------------ | --------- |
| 01.12 | 15:00 | Hungría      | -        | Países Bajos | 25-28     |
| 01.12 | 18:00 | España       | -        | Croacia      | 25-18     |
| 03.12 | 18:00 | Croacia      | -        | Hungría      | 18-24     |
| 03.12 | 21:00 | Países Bajos | -        | España       | 28-27     |
| 05.12 | 18:00 | Países Bajos | -        | Croacia      | 34-23     |
| 05.12 | 21:00 | Hungría      | -        | España       | 32-26     |

- (¹) – Todos en Montbéliard.

### Grupo D
| Equipo          | J | G | E | P | GF | GC | DG  | PTS |
| --------------- | - | - | - | - | -- | -- | --- | --- |
| Rumania         | 3 | 3 | 0 | 0 | 91 | 75 | +16 | 6   |
| Alemania        | 3 | 2 | 0 | 1 | 87 | 89 | -2  | 4   |
| Noruega         | 3 | 1 | 0 | 2 | 86 | 81 | +5  | 2   |
| República Checa | 3 | 0 | 0 | 3 | 73 | 92 | -19 | 0   |

- Resultados

| Fecha | Hora  | Partido¹        | Partido¹ | Partido¹        | Resultado |
| ----- | ----- | --------------- | -------- | --------------- | --------- |
| 01.12 | 15:00 | Noruega         | -        | Alemania        | 32-33     |
| 01.12 | 18:00 | Rumania         | -        | República Checa | 31-28     |
| 03.12 | 18:00 | Alemania        | -        | Rumania         | 24-29     |
| 03.12 | 21:00 | República Checa | -        | Noruega         | 17-31     |
| 05.12 | 18:00 | Alemania        | -        | República Checa | 30-28     |
| 05.12 | 21:00 | Noruega         | -        | Rumania         | 23-31     |

- (¹) – Todos en Brest.

## Segunda fase
- Todos los partidos en la hora local de Francia (UTC+1).

Los primeros dos de cada grupo disputan las semifinales.

### Grupo I
| Equipo     | J | G | E | P | GF  | GC  | DG  | PTS |
| ---------- | - | - | - | - | --- | --- | --- | --- |
| Rusia      | 5 | 4 | 0 | 1 | 141 | 131 | +10 | 8   |
| Francia    | 5 | 3 | 1 | 1 | 136 | 118 | +18 | 7   |
| Suecia     | 5 | 2 | 1 | 2 | 139 | 132 | +7  | 5   |
| Dinamarca  | 5 | 2 | 0 | 3 | 123 | 143 | -20 | 4   |
| Montenegro | 5 | 2 | 0 | 3 | 124 | 128 | -4  | 4   |
| Serbia     | 5 | 1 | 0 | 4 | 131 | 142 | -11 | 2   |

- Resultados

| Fecha | Hora  | Partido¹  | Partido¹ | Partido¹   | Resultado |
| ----- | ----- | --------- | -------- | ---------- | --------- |
| 06.12 | 18:00 | Dinamarca | -        | Francia    | 23-29     |
| 06.12 | 21:00 | Suecia    | -        | Montenegro | 28-30     |
| 09.12 | 15:00 | Suecia    | -        | Francia    | 21-21     |
| 09.12 | 18:00 | Serbia    | -        | Rusia      | 25-29     |
| 10.12 | 18:00 | Dinamarca | -        | Rusia      | 21-32     |
| 10.12 | 21:00 | Serbia    | -        | Montenegro | 27-28     |
| 12.12 | 15:45 | Dinamarca | -        | Montenegro | 24-23     |
| 12.12 | 18:00 | Suecia    | -        | Rusia      | 39-30     |
| 12.12 | 21:00 | Serbia    | -        | Francia    | 28-38     |

- (¹) – Todos en Nantes.

### Grupo II
| Equipo       | J | G | E | P | GF  | GC  | DG  | PTS |
| ------------ | - | - | - | - | --- | --- | --- | --- |
| Países Bajos | 5 | 4 | 0 | 1 | 128 | 126 | +2  | 8   |
| Rumania      | 5 | 3 | 0 | 2 | 140 | 132 | +8  | 6   |
| Noruega      | 5 | 3 | 0 | 2 | 155 | 131 | +24 | 6   |
| Hungría      | 5 | 3 | 0 | 2 | 139 | 146 | -7  | 6   |
| Alemania     | 5 | 2 | 0 | 3 | 132 | 137 | -5  | 4   |
| España       | 5 | 0 | 0 | 5 | 127 | 149 | -22 | 0   |

- Resultados

| Fecha | Hora  | Partido¹     | Partido¹ | Partido¹ | Resultado |
| ----- | ----- | ------------ | -------- | -------- | --------- |
| 07.12 | 18:00 | España       | -        | Alemania | 23-29     |
| 07.12 | 21:00 | Hungría      | -        | Noruega  | 25-38     |
| 09.12 | 15:00 | Hungría      | -        | Alemania | 26-25     |
| 09.12 | 18:00 | Países Bajos | -        | Rumania  | 29-24     |
| 11.12 | 18:00 | España       | -        | Rumania  | 25-27     |
| 11.12 | 21:00 | Países Bajos | -        | Noruega  | 16-29     |
| 12.12 | 15:45 | España       | -        | Noruega  | 26-33     |
| 12.12 | 18:00 | Hungría      | -        | Rumania  | 31-29     |
| 12.12 | 21:00 | Países Bajos | -        | Alemania | 27-21     |

- (¹) – Todos en Nancy.

## Fase final
- Todos los partidos en la hora local de Francia (UTC+1).

|  | Semifinales     | Semifinales     |    |         | Final           | Final           |  |
|  | 14 de diciembre | 14 de diciembre |    |         | 16 de diciembre | 16 de diciembre |  |
|  |                 |                 |    |         |                 |                 |  |
|  |                 |                 |    |         |                 |                 |  |
|  | Rusia           | 28              |    |         |                 |                 |  |
|  | Rumania         | 22              |    |         |                 |                 |  |
|  |                 |                 |    |         |                 |                 |  |
|  |                 |                 |    |         |                 |                 |  |
|  |                 |                 |    |         | Rusia           | 21              |  |
|  |                 | Francia         | 24 |         |                 |                 |  |
|  |                 |                 |    |         |                 |                 |  |
|  |                 |                 |    |         |                 |                 |  |
|  |                 |                 |    |         | Tercer lugar    |                 |  |
|  |                 |                 |    |         |                 |                 |  |
|  | Países Bajos    | 21              |    | Rumania | 20              |                 |  |
|  | Francia         | 27              |    |         | Países Bajos    | 24              |  |

### Semifinales
| Fecha | Hora  | Partido¹     | Partido¹ | Partido¹ | Resultado |
| ----- | ----- | ------------ | -------- | -------- | --------- |
| 14.12 | 17:30 | Rusia        | -        | Rumania  | 28-22     |
| 14.12 | 21:00 | Países Bajos | -        | Francia  | 21-27     |

- (¹) – En París.

### Quinto lugar
| Fecha | Hora  | Partido¹ | Partido¹ | Partido¹ | Resultado |
| ----- | ----- | -------- | -------- | -------- | --------- |
| 14.12 | 14:00 | Suecia   | -        | Noruega  | 29-38     |

### Tercer lugar
| Fecha | Hora  | Partido¹ | Partido¹ | Partido¹     | Resultado |
| ----- | ----- | -------- | -------- | ------------ | --------- |
| 16.12 | 15:00 | Rumania  | -        | Países Bajos | 20-24     |

### Final
| Fecha | Hora  | Partido¹ | Partido¹ | Partido¹ | Resultado |
| ----- | ----- | -------- | -------- | -------- | --------- |
| 16.12 | 17:30 | Rusia    | -        | Francia  | 21-24     |

- (¹) – En París.

## Medallero
| Francia | Rusia | Países Bajos |
| Camille Ayglon-Saurina Pauline Coatanea Siraba Dembélé Pavlović Béatrice Edwige Laura Flippes Pauletta Foppa Laura Glauser Manon Houette Orlane Kanor Alexandra Lacrabère Amandine Leynaud Astride N'Gouan Kalidiatou Niakaté (R) Gnonsiane Niombla Estelle Nze Minko Allison Pineau Grâce Zaadi | Daria Dmitriyeva Yaroslava Frolova Anna Kochetova Polina Kuznetsova Xeniya Makeyeva Yelizaveta Malashenko Yuliya Managarova Maya Petrova Daria Samojina Anna Sedoikina Anna Sen Antonina Skorobogatchenko Irina Snopova Marina Sudakova Kira Trusova Anna Viajireva | Lois Abbingh Delaila Amega Debbie Bont Rinka Duijndam Kelly Dulfer Merel Freriks Nycke Groot Laura van der Heijden Dione Housheer (R) Lynn Knippenborg Jessy Kramer Angela Malestein Estavana Polman Charris Rozemalen Martine Smeets (R) Inger Smits Maura Visser Tess Wester |
| Olivier Krumbholz (seleccionador) | Yevgueni Trefilov (seleccionador) | Helle Thomsen (seleccionador) |

## Estadísticas

### Clasificación general
| 1. Francia CM       |
| 2. Rusia CM         |
| 3. Países Bajos CM  |
| 4. Rumania          |
| 5. Noruega          |
| 6. Suecia           |
| 7. Hungría          |
| 8. Dinamarca        |
| 9. Montenegro       |
| 10. Alemania        |
| 11. Serbia          |
| 12. España          |
| 13. Eslovenia       |
| 14. Polonia         |
| 15. República Checa |
| 16. Croacia         |

### Máximas goleadoras
| N.º | Nombre                | Selección    | Goles | Tiros | %    | Partidos jugados |
| --- | --------------------- | ------------ | ----- | ----- | ---- | ---------------- |
| 1   | Katarina Krpež Slezak | Serbia       | 50    | 70    | 71 % | 6                |
| 2   | Eliza Buceschi        | Rumania      | 45    | 67    | 67 % | 8                |
| 3   | Cristina Neagu        | Rumania      | 44    | 82    | 54 % | 6                |
| 4   | Anna Viajireva        | Rusia        | 43    | 66    | 65 % | 8                |
| 5   | Estelle Nze Minko     | Francia      | 38    | 46    | 83 % | 8                |
| 6   | Estavana Polman       | Países Bajos | 36    | 73    | 49 % | 8                |
| 7   | Nathalie Hagman       | Suecia       | 35    | 50    | 70 % | 7                |
| 7   | Jovanka Radičević     | Montenegro   | 35    | 51    | 69 % | 6                |
| 9   | Đurđina Jauković      | Montenegro   | 34    | 61    | 56 % | 6                |
| 10  | Stine Bredal Oftedal  | Noruega      | 33    | 55    | 60 % | 7                |
| 10  | Crina Pintea          | Rumania      | 33    | 52    | 63 % | 8                |

Fuente: 

### Mejores porteras
| N.º | Nombre           | Equipo       | Paradas | Tiros | %    | Partidos jugados |
| --- | ---------------- | ------------ | ------- | ----- | ---- | ---------------- |
| 1   | Silje Solberg    | Noruega      | 45      | 112   | 40 % | 7                |
| 2   | Laura Glauser    | Francia      | 41      | 114   | 36 % | 8                |
| 2   | Amandine Leynaud | Francia      | 60      | 165   | 36 % | 8                |
| 2   | Katrine Lunde    | Noruega      | 57      | 160   | 36 % | 7                |
| 5   | Maja Vojnović    | Eslovenia    | 9       | 26    | 35 % | 3                |
| 6   | Blanka Bíró      | Hungría      | 45      | 136   | 33 % | 6                |
| 6   | Filippa Idéhn    | Suecia       | 61      | 184   | 33 % | 7                |
| 6   | Tess Wester      | Países Bajos | 78      | 238   | 33 % | 8                |
| 9   | Yuliya Dumanska  | Rumania      | 48      | 148   | 32 % | 8                |
| 9   | Anna Sedoikina   | Rusia        | 68      | 212   | 32 % | 8                |
| 9   | Sandra Toft      | Dinamarca    | 46      | 145   | 32 % | 6                |

Fuente: 

### Equipo ideal
- Mejor jugadora del campeonato —MVP—: Anna Viajireva[1] ( Rusia).

| Posición          | Nombre               | País       |
| ----------------- | -------------------- | ---------- |
| Portera           | Amandine Leynaud     | Francia    |
| Extremo derecha   | Carmen Martín        | España     |
| Extremo izquierda | Majda Mehmedović     | Montenegro |
| Pivote            | Crina Pintea         | Rumania    |
| Central           | Stine Bredal Oftedal | Noruega    |
| Lateral derecha   | Alicia Stolle        | Alemania   |
| Lateral izquierda | Noémi Háfra          | Hungría    |